# Please Yourself
Please Yourself è il sesto album di studio del gruppo femminile britannico Bananarama, pubblicato nel 1993 per l'etichetta London Records.

## Descrizione
Il lavoro è l'ultimo uscito per la London e il primo realizzato dalla band ridotta a duo. Dopo l'abbandono, nel 1988, di una delle tre fondatrici, Siobhan Fahey, sostituita da Jacquie O'Sullivan, anche quest'ultima lascia il trio nel 1992, e gli altri due membri originari, Sara Dallin e Keren Woodward, stavolta decidono di non trovare alcun rimpiazzo. L'album vede anche la reunion dei due terzi della formazione originaria delle Bananarama con i due terzi dello storico trio di produttori britannici Stock, Aitken & Waterman, cioè Mike Stock e Pete Waterman, anche loro rimasti un duo, dopo la defezione di Matt Aitken.
L'album è il primo delle Bananarama a non uscire negli Stati Uniti, mentre in Gran Bretagna viene stroncato dalla critica e non riesce ad andare oltre un deludente Numero 46. I 10 brani che ne costituiscono la tracklisting originaria sono accomunati da un sound spiccatamente europop, il cui scopo è quello di assomigliare quanto più possibile a una versione anni novanta della disco tipica della band svedese degli ABBA, particolarmente evidente nei due primi singoli estratti, Movin' On e Last Thing on My Mind. Dopo il modesto successo del primo e il clamoroso flop del secondo (bloccato al Numero 71, diventerà poi un grande successo internazionale da Top Ten per il giovane gruppo degli Steps, definiti da molti veri e propri epigoni delle ragazze, arrivando fino al Numero 1 in Belgio), verrà pubblicato un terzo singolo, More, More, More, unica cover del disco, anche se notevolmente modificata, fino all'inclusione di una nuova strofa, scritta da Sara e Keren, che riscuoterà un discreto successo, diventando uno dei brani più richiesti dal vivo (anche a causa del suo titolo: l'espressione inglese more more more, letteralmente «di più di più di più» oppure «ancóra ancóra ancóra», corrisponde infatti alla richiesta di bis in italiano).
Del lavoro, esiste anche un'edizione limitata in 2 CD, contenente 6 remix di precedenti singoli. La Dallin e la Woodward ammetteranno in séguito, in alcune interviste, di non amare particolarmente il loro sesto album, nonostante sia stato scritto praticamente tutto da loro.
Il 9 marzo 2007, i primi sei album di studio delle Bananarama sono stati ristampati dalla Rhino Records, che ha rilevato i diritti dell'etichetta storica del gruppo, la London Records. Tutte le ristampe sono rimasterizzate e includono diverse tracce bonus ciascuna, rappresentate da remix e lati B, all'epoca inediti e non inclusi nei relativi album.
L'album si piazza al Numero 46 nel Regno Unito ed entra nella Top 100 in Giappone. 3 i singoli estratti: Movin' On, Last Thing on My Mind, More, More, More (unica cover dell'album). 2 i lati B inediti: Treat me Right (B-side di Movin' On) e Another Lover (B-side di Last Thing on My Mind).

## Tracce

### Album originario
1. "Movin' On"
2. "Last Thing on My Mind"
3. "Let Me Love You One More Time"
4. "More, More, More"
5. "Is She Good to You"
6. "Only Time Will Tell"
7. "Give It All Up for Love"
8. "You'll Never Know What It Means"
9. "You're Never Satisfied"
10. "I Could Be Persuaded"

### Bonus tracks ristampa 2007
1. "Movin' On" (7-inch mix)
2. "Another Lover" [B-side di "Last Thing on My Mind"]
3. "Last Thing on My Mind" (7-inch mix)
4. "Treat Me Right" [B-side di "Movin' On"]
5. "More, More, More" (Dave Ford single mix)

### Edizione limitata 2 CD

#### CD 1
1. "Movin' On" – 4:38
2. "Last Thing on My Mind" – 3:35
3. "Let Me Love You One More Time" – 3:39
4. "More, More, More" – 3:08
5. "Is She Good to You" – 3:44
6. "Only Time Will Tell" – 3:35
7. "Give It All Up for Your Love" – 3:57
8. "You'll Never Know What It Means" – 4:36
9. "You're Never Satisfied" – 3:32
10. "I Could Be Persuaded" – 5:09

#### CD 2 - Classic 12" Collection
1. "Venus" (Hellfire Mix) – 9:20
2. "I Want You Back" (Extended European Mix) – 7:56
3. "Love in the First Degree" (Jailers Mix) – 6:06
4. "Cruel Summer '89" (Swing Beat Dub) – 5:18
5. "Really Saying Something" (Extended Version) – 5:40
6. "Na Na Hey Hey Kiss Him Goodbye" (Extended Version) – 4:52